# Dozón
Dozón és un municipi de la província de Pontevedra a Galícia. Pertany a la Comarca do Deza.
| 2.750 | 2.636 | 2.506 | 2.492 | 2.030 |
| Fonts: INE i IGE (Els criteris de registre censal variaren i les dades de l'INE i de l'IGE poden no coincidir.) |       |       |       |       |

## Parròquies
Bidueiros (Santa María), O Castro (San Salvador), Dozón (Santa María), As Maceiras (San Remixio), Saa (Santiago), Sanguiñedo (Santa María), O Sisto (San Xoán) i Vilarello (Santo André).